# Juan Arrillaga
Juan Gregorio Arrillaga (Pergamino, Argentina; 28 de noviembre de 1908-Córdoba, Argentina; 1 de octubre de 1970) fue un exfutbolista argentino que se desempeñaba como delantero.

## Clubes
| Club          | País      | Año         |
| ------------- | --------- | ----------- |
| Quilmes AC    | Argentina | 1928 - 1932 |
| River Plate   | Argentina | 1932 - 1933 |
| Quilmes AC    | Argentina | 1934        |
| Fluminense FC | Brasil    | 1934 - 1935 |
| Quilmes AC    | Argentina | 1935 - 1937 |
| Lanús         | Argentina | 1937        |